# 新名丈夫
新名 丈夫（しんみょう たけお、1906年（明治39年）11月3日 - 1981年（昭和56年）4月30日）は、日本の評論家、元毎日新聞記者。

## 経歴
香川県高松市に生まれる。1932年（昭和7年）、慶應義塾大学法学部卒。慶應義塾大学では弁論部に所属した。同年、東京日日新聞（現、毎日新聞）に入社した。

### 竹槍事件
太平洋戦争中、黒潮会（海軍省記者クラブ）の主任記者であった新名は、1944年（昭和19年）2月23日付東京日日新聞（現・毎日新聞）一面に、「勝利か滅亡か、戦局は茲（ここ）まできた」、「竹槍では間に合わぬ、飛行機だ、海洋飛行機だ」という記事を執筆、これに東條英機首相が反発し二等兵として陸軍に懲罰召集を受けることになった。
新名は大正年間に徴兵検査をうけたが弱視のため、兵役免除で、まだ当時は大正時代に徴兵検査を受けた世代は1人も召集されてはいなかった。新名が黒潮会の主任記者であった経過から、海軍が「大正の老兵をたった1人取るのはどういうわけか」と陸軍に抗議し、陸軍は大正時代に徴兵検査を受けた者から250人を丸亀連隊（第11師団歩兵第12連隊）に召集して辻褄を合わせた。
新名自身は日中戦争時は陸軍の従軍記者であった経歴と海軍の庇護により連隊内で特別待遇を受け、3ヶ月で召集解除になった。しかし、上述の丸亀連隊の250人は送られた硫黄島で全員が玉砕・戦死することになった。陸軍は新名を再召集しようとしたが海軍が先に国民徴用令により保護下に置いた。

### 海軍戦争検討会議記録
新名が編纂した『海軍戦争検討会議記録』が1976年（昭和51年）12月に毎日新聞社より出版されている。

### 補説
1970年（昭和45年）の東宝映画『激動の昭和史 軍閥』では加山雄三が新名をモデルとした役を演じている。

## 編著
- 政治：この事実を黙つて見のがせるか （光文社 1956年）
- 宇宙兵器：最後の戦争はもう始っている （光文社 1958年）
- 軍備全廃時代：27億のめざめ （理論社 1960年）
- 昭和政治秘史：その一断面 （三一書房 1961年） 
  - 改題・新編『戦争の引鉄』（新人物往来社・新人物文庫 2010年）
- 現代の戦争 （理論社 1967年）
- 昭和史追跡：暗黒時代の記録 （新人物往来社 1970年） 
  - 改題・新編『あなたが知らない太平洋戦争の裏話』（新人物往来社・新人物文庫 2010年）
- 太平洋戦争 （新人物往来社 1971年）
- 海軍戦争検討会議記録：太平洋戦争開戦の経緯 （毎日新聞社 1976年）
  - 海軍戦争検討会議記録　太平洋戦争開戦の経緯（角川新書、2022年）、新版
- 沈黙の提督 井上成美真実を語る （新人物往来社・新人物文庫 2009年）、新編版